# El Salitre, Tenancingo
El Salitre är en ort i Mexiko.   Den ligger i kommunen Tenancingo och delstaten Mexiko, i den sydöstra delen av landet, 70 km sydväst om huvudstaden Mexico City. El Salitre ligger 2 021 meter över havet och antalet invånare är 4 544.
Terrängen runt El Salitre är huvudsakligen kuperad, men den allra närmaste omgivningen är platt. Runt El Salitre är det tätbefolkat, med 550 invånare per kvadratkilometer. Närmaste större samhälle är Tenancingo de Degollado, 0,99 km norr om El Salitre. Omgivningarna runt El Salitre är en mosaik av jordbruksmark och naturlig växtlighet.